# Степное (Восточно-Казахстанская область)
Степное (каз. Степное) — село в Глубоковском районе Восточно-Казахстанской области Казахстана. Входит в состав Ушановского сельского округа. Код КАТО — 634065400.

## Население
В 1999 году население села составляло 611 человек (288 мужчин и 323 женщины). По данным переписи 2009 года, в селе проживали 903 человека (432 мужчины и 471 женщина).